# 423

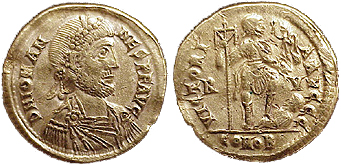
Keizer Johannes (r. 423-425)

Het jaar 423 is het 23e jaar in de 5e eeuw volgens de christelijke jaartelling.

## Gebeurtenissen

### Italië
- 15 augustus - Keizer Honorius overlijdt in Ravenna aan een longoedeem (na een regeringsperiode van 30 jaar). Hij wordt opgevolgd door Johannes, de primicerius notariorum (hoogste notaris).

### Europa
- De Visigoten onder leiding van Theoderik I worden na de dood van Honorius meer onafhankelijk. Ze breiden hun invloedssfeer verder uit in Gallië en Hispania.

### Klein-Azië
- Keizer Theodosius II weigert Johannes te erkennen als keizer van het West-Romeinse Rijk en mobiliseert een expeditieleger onder bevel van Flavius Aspar.

## Religie
- Theodoretus van Cyrrhus wordt gewijd tot bisschop en bekeert tijdens zijn pontificaat in Syria meer dan 1000 marcionisten.

## Geboren
- Theodosius de Cenobiarch, monnik en stichter van een kloostergemeenschap (waarschijnlijke datum)

## Overleden
- Eulalius, tegenpaus van de Katholieke Kerk
- 15 augustus - Honorius (38), keizer van het West-Romeinse Rijk